# Brančíky
Brančíky (německy Prenzig) jsou zcela zaniklá vesnice v okrese Chomutov. Stála asi dva kilometry západně od Března, ke kterému jako místní část patřila. O zániku vesnice bylo rozhodnuto v roce 1981 v důsledku těžby hnědého uhlí.
Vesnice stála v nadmořské výšce 290 metrů a podél jejího jižního okraje protékala říčka Hutná. Na severu osada sousedila se Spořicemi, na západě s Brany, na východě s Březnem a dále na jihu stály Tušimice.

## Název
Německý název Prenzig mohl vzniknou poněmčením českého výrazu Branečky, který byl zdrobnělinou jména nedalekých Bran. Alternativním původem názvu je odvození z osobního jména Brančík ve významu vesnice Brančíkových lidí. V průběhu dějin se objevoval ve tvarech Prenczik (1541), Branczyk (1606) nebo Prenzig (1787) aj.

## Historie
První písemná zmínka o vesnici pochází z roku 1541, ale Jaroslav Pachner a Zdena Binterová uvádí již rok 1440 uvedený v privilegiu Plichty ze Žerotína, které upravovalo povinnosti místních ke kostelu v Březně. Ještě předtím, ve čtrnáctém století, okolní krajina patřila grünhainskému klášteru. V blíže neznámé době Brančíky získali Fictumové, kteří sídlili na Egerberku, a v sedmdesátých letech šestnáctého století je jako část věna Anny z Fictumu vyženil Bohuslav Felix Hasištejnský z Lobkovic. Po konfiskaci majetku Jiřího Popela z Lobkovic v roce 1594 panství spravovala královská komora a cena vesnice s osmi poddanými byla stanovena na více než 1 572 kop grošů. Roku 1606 Brančíky koupil Linhart Štampach ze Štampachu, ale v roce 1620 o ně Štampachové přišli v rámci pobělohorských konfiskací za účast na stavovském povstání. Od královské komory je o šest let později koupil Florián Jetřich ze Žďáru.
Po třicetileté válce ve vsi podle berní ruly z roku 1654 žil jeden sedlák, dva chalupníci a jeden zahradník. Na polích se pěstovala pšenice a žito, které byly s chovem dobytka hlavním způsobem obživy.
V roce 1671 byla vesnice připojena k ahníkovskému panství Jaroslava Bořity z Martinic. Zdejších sedm poddaných muselo ročně odpracovat šestnáct dní roboty při žních. Na počátku osmnáctého století v Brančíkách stával východně od vsi u Hutné mlýn se dvěma koly. Zdejších 41 obyvatel musedlo odvést 234 dnů roboty s potahem, 101 dní roboty v létě a 52 dní v zimě.
Před polovinou devatenáctého století u vsi kromě mlýna fungovala také cihelna s jednou pecí. V sedmdesátých letech byl 1,3 kilometru severně od vesnice otevřen důl Anna, kde se několika šachtami těžilo asi deset tisíc tun uhlí ročně a celková produkce dosáhla téměř sto tisíc tun. Ke konci stejného desetiletí byl otevřen také důl Pankrác, ve kterém se dvěma šachtami hlubokými dvacet až třicet metrů těžilo nekvalitní uhlí, a proto byl tento závod uzavřen již po vytěžení dvaceti tisíc tun uhlí.
Brančíky byly vždy malou zemědělskou vesnicí bez služeb, které bývaly k dispozici v Branech. Přesto měly vlastní zastávku na železniční trati Chomutov – Lužná u Rakovníka. Během druhé světové války se přestalo mlít obilí ve zdejším mlýně a po válce se museli všichni Němci vystěhovat do Německa. Do jejich domů se přistěhovali noví obyvatelé včetně jedné rodiny volyňských Čechů. V jednom ze statků byla postavena drůbežárna jednotného zemědělského družstva. Na začátku šedesátých let vyhořela a nahradila ji nová, postavená v sousedství.
Příčinou zániku vesnice se stalo rozšiřování těžby uhlí v Lomu Nástup. V době, kdy se vesnice rušila, v ní žilo osmnáct obyvatel, kteří se částečně odstěhovali do Chomutova nebo získali rodinné domky a byty v okolí. Vesnice zanikla v roce 1981, ale těžba v místech kde stávala, začala až po roce 2010.

## Přírodní poměry
Brančíky stávaly v údolí Hutné asi dva kilometry západně od Března v nadmořské výšce okolo 290 metrů. Oblast je součástí Mostecké pánve, resp. jejího okrsku Březenská pánev, tvořeného miocenními jezerními jíly a písky mosteckého souvrství se slojemi hnědého uhlí. Povrch byl v okolí vesnice změněn těžbou uhlí. V rámci Quittovy klasifikace podnebí Brančíky stály v teplé oblasti T2, pro kterou jsou typické průměrné teploty −2 až −3 °C v lednu a 18–19 °C v červenci. Roční úhrn srážek dosahuje 550–700 milimetrů, počet letních dnů je 50–60, počet mrazových dnů se pohybuje mezi 100–110 a sněhová pokrývka zde leží průměrně 40–50 dnů v roce.

## Obyvatelstvo
Při sčítání lidu v roce 1921 zde žilo 96 obyvatel (z toho 47 mužů), kteří byli kromě dvou Čechů německé národnosti a všichni patřili k římskokatolické církvi. Podle sčítání z roku 1930 měla vesnice 103 obyvatel (dvanáct české a 91 německé národnosti). Kromě jednoho evangelíka a sedmi lidí bez vyznání byli římskými katolíky.
|           | 1869 | 1880 | 1890 | 1900 | 1910 | 1921 | 1930 | 1950 | 1961 | 1970 | 1980 |
| --------- | ---- | ---- | ---- | ---- | ---- | ---- | ---- | ---- | ---- | ---- | ---- |
| Obyvatelé | 74   | 86   | 86   | 90   | 92   | 96   | 103  | 50   | 34   | 24   | 1    |
| Domy      | 11   | 13   | 14   | 16   | 16   | 14   | 19   | 10   | .    | 7    | 1    |

## Obecní správa
Brančíky se nikdy nestaly samostatnou obcí. Po zrušení patrimoniální správy bývaly osadou Bran, ke kterým patřily až do druhé poloviny dvacátého století. Při sčítání lidu v letech 1961–1980 patřily jako část obce, která zanikla k 1. lednu 1981.

## Pamětihodnosti
U železniční zastávky stávala na sloupu s kompozitní hlavicí socha Piety z roku 1712. Bývala památkově chráněna, ale kvůli velkému poškození byla její ochrana v době likvidace vesnice zrušena.